# Tōji-in

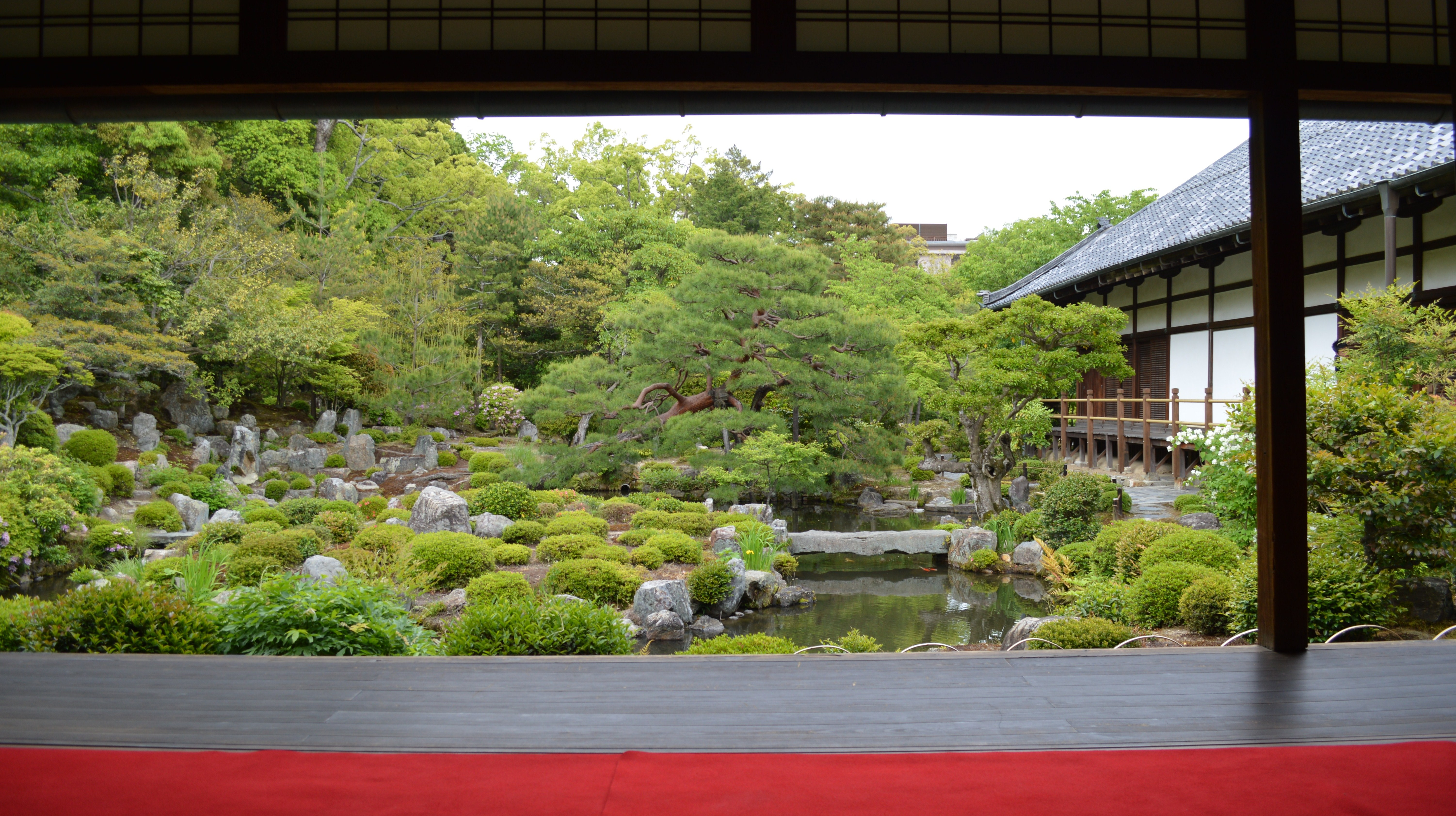
Le jardin et Le hon-dō

Le Tōji-in (等持院) est un temple bouddhiste de la secte Tenryū du Bouddhisme Rinzai situé dans l'arrondissement de Kita-ku à Kyoto au Japon, et un des deux temples funéraires (bodaiji) dédiés à Ashikaga Takauji, premier shogun de la dynastie Ashikaga. Son principal objet de vénération est Shakyamuni, et son suffixe honorifique sangō est Mannenzan (萬年山).

## Histoire
Le Tōji-in est établi au pied du mont Kinugasa en 1341 par Takauji lui-même en accomplissement d'un vœu. Il le fait sous la direction du célèbre maître zen, calligraphe, poète et créateur de jardins secs Musō Soseki, qui créé les jardins zen et les étangs du temple. Le Tōji-in devient plus tard le temple funéraire de la dynastie Ashikaga et les quinze shoguns Ashikaga y sont enterrés,. Le nom du temple est ensuite choisi comme l'un des deux noms posthumes de Takauji, « Tōji-inden » (等持院殿), (l'autre est « Chōju-inden », du nom du second bodaiji de Takauji. Voir note.) Le Tōji-in était le premier des Kyoto Jissetsu, les temples immédiatement au-dessous du Kyoto Gozan au sein du réseau national de temples zen des Cinq grands temples.
En raison de son association avec les Ashikaga, considérés par les partisans de l'empereur comme des traîtres parce qu'ils avaient usurpé le pouvoir impérial, le temple a subi des dommages pendant la restauration de Meiji. Ces dernières années, le temple a été restauré pour augmenter son attrait comme destination touristique.

## L'enceinte du temple et les jardins

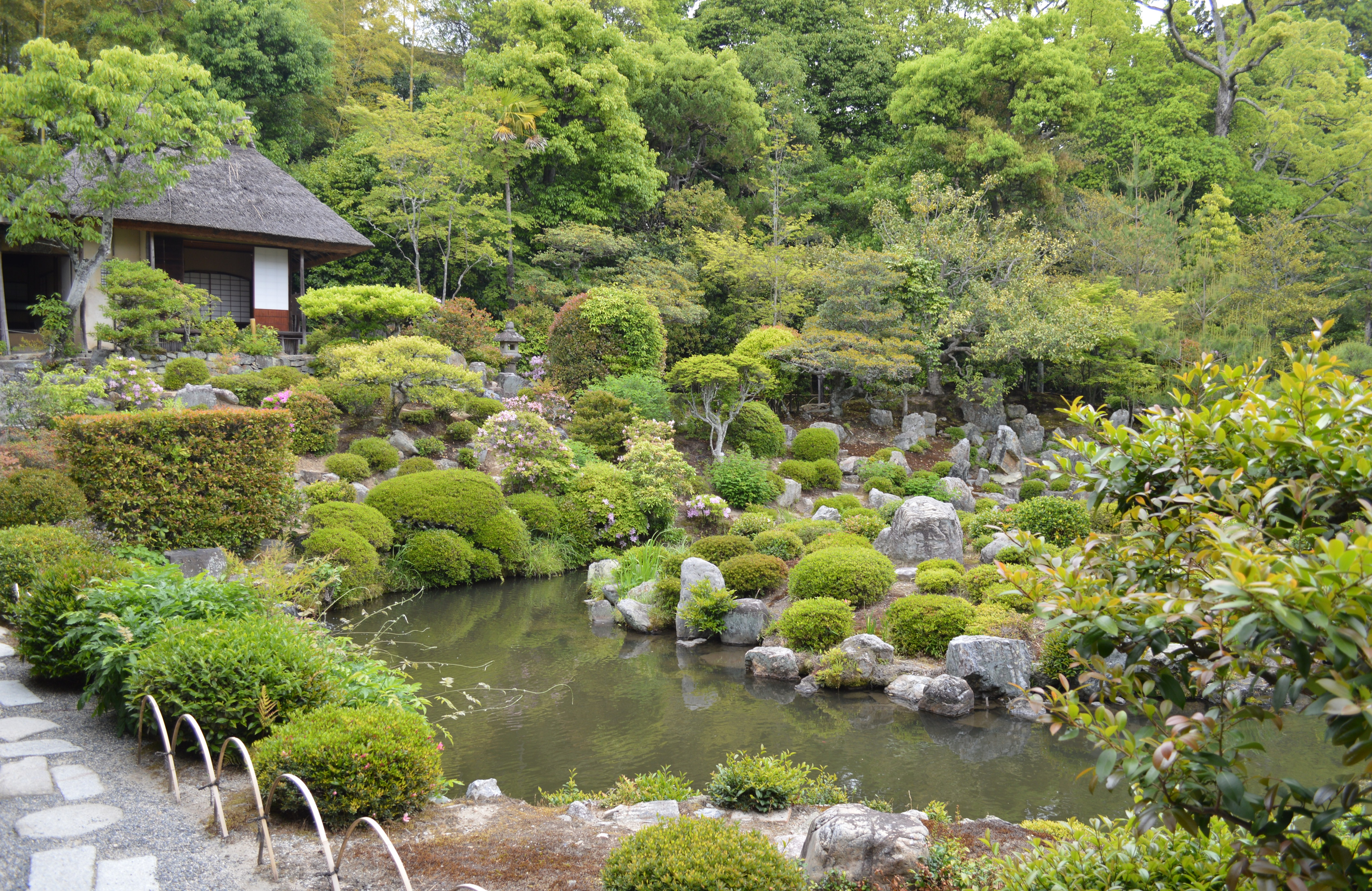
Le jardin

Le hon-dō (bâtiment principal) est à l'origine un tacchū (sous temple) du Myōshin-ji construit en 1616 sur ordre du samurai Fukushima Masanori. Le jardin, les étangs et le salon de thé « Seirentei » (清漣亭) sont dessinés par Musō Soseki. Parmi les trésors du Tōji-in se trouve un dessin du temple répertorié bien culturel important.

### LeReikō-den

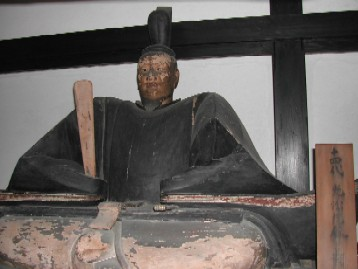
La statue d'Ashikaga Yoshiteru au Reikō-den

Tokugawa Ieyasu et les quinze shoguns Ashikaga sont vénérés dans un petit bâtiment appelé Reikō-den (霊光殿),. Les seize statues, dont la valeur artistique est limitée, sont alignées en deux rangées sur les côtés de la salle, chacune assise et portant un shaku symbolisant leur pouvoir shogunal. Leurs sculpteurs ne sont pas connus, mais elles ont été provisoirement datées du début du XVIIe siècle. La présence parmi les shoguns Ashikaga d'une statue de Tokugawa Ieyasu, fondateur du shogunat Tokugawa, suggère que Tokugawa voulait se lier au clan Ashikaga et donner une impression de continuité entre les deux dynasties. Comme eux, Ieyasu prétend être un descendant du clan Minamoto.
En 1863, neuf hommes font irruption dans le Reikō-den et emportent les têtes des trois premiers shoguns Ashikaga, Takauji,  Yoshiakira et  Yoshimitsu, comme une forme de vengeance pour leur rôle dans l'usurpation du pouvoir de l'empereur au cours de l'époque Nanboku-chō. Les têtes coupées sont ensuite exposés sur les rives de la rivière Kamo avec des pancartes énumérant leurs crimes contre la nation.

## Sources
- Daijirin, 2e édition
- Daijisen, 1re édition
- Encyclopedia Nipponica consulté le 26 avril 2009
- Donald Keene, Yoshimasa and the Silver Pavilion : The Creation of the Soul of Japan (Asia Perspectives : History, Society, and Culture), Columbia University Press, 2005, 232 p. (ISBN 978-0-231-13057-8, lire en ligne)
- Kōjien 6e édition, DVD Version